# Шахимардан (мавзолей)
Мавзолей Шахимардан — мавзолей в Хиве, расположенный в 500 метрах западнее Дишан-Кала, на территории колхоза Пахлаван Махмуда. Мавзолей Шахимардан — центральная часть мемориального комплекса, в который входят медресе (конец XIX века) и кари-хона (1908). Люди связывают это место с именем Хазрата Али, зятя пророка. На самом деле, первыми здесь были похоронены воины Хорезмшаха.

## История
В XVIII веке вокруг мавзолея образовалось кладбище.
Шахимардан был закрыт в советский период в рамках антиисламской политики властей. Однако его продолжали посещать верующие. 27 марта 1945 года Совет народных комиссаров Узбекской ССР Постановлением № 410 передал из ведения Управления по делам архитектуры при Совете народных комиссаров Узбекской ССР в пользование Духовного управления мусульман Средней Азии и Казахстана (САДУМ) семь самых посещаемых верующими мазаров, среди которых был Шахимардан. В официальном пользовании мусульманского духовенства Шахимардан находился недолго. За это время при мавзолее Шахимардан САДУМ построило гостиницу и водолечебницу. Распоряжение № 9363-рс Совета министров СССР от 18 июня 1950 года разрешало властям Узбекистана изъять у САДУМ Шахимардан. Однако Шахимардан оставался закрыт только на бумаге. Директор одной из советских школ и секретарь одной из организаций ВКП(б) стал шейхом формально закрытого мавзолея Шахимардан.